# 美多彌神社
美多彌神社（みたみじんじゃ）は、大阪府堺市南区にある神社。式内社で、旧社格は村社。境内にあるシリブカガシの森は大阪みどりの百選に選定されている。

## 祭神
- 主祭神 - 天児屋根命
- 合祀神 - 須佐之男命、大物主命、天之水分大神、市杵島比売命、誉田別命、菅原道真、伊邪那岐大神、大国主命

## 歴史
詳しい創建年代は不明であるが、延長5年（927年）に完成した延喜式神名帳に「美多彌神社」の名が記載されている。
当社の社名の由来は『新撰姓氏録』『和泉国神別条』に記載されている『民直（みたみのあたい）』からとされている。民直氏族は「天児屋根命の後裔とされ、民（みたみ）は美多彌（みたみ）と訓を正す」と記されている。
南北朝時代の後醍醐天皇の時代には三万坪にもわたる広大な境内を持ち、社頭輪奐（建物の壮大華麗な様）を極めたる神社であったという。また、楠木正成の守護神とされた。
1500年代には境内に神宮寺の得泉寺が建立され、神官と社僧が社務を行っていた。また、織田信長の加護を受けたとされることから織田氏の織田木瓜（五葉木瓜）をとって神紋としたという。しかし、天正5年（1577年）に信長による雑賀攻めの際に戦火に巻き込まれてしまい、近くにある放光寺とともに焼かれてしまった。
文禄元年（1592年）に楠木一族の和田道讃により本殿が再建され、牛頭天王社と名称を改めた。
明治時代の神仏分離の際には得泉寺を廃寺とし、社名を八坂神社に改称した。また、村社に列せられている。1907年（明治40年）に近隣の村社5社・無格社3社を合祀し延喜式神名帳に記載される美多彌神社に改称した。
2014年（平成26年）3月29日に流鏑馬行事を復活させた。
境内の鎮守の森は8,250m2あり、シリブカガシ（尻深樫）、アラカシ（粗樫）、サカキ（榊）、クス（樟）などの照葉樹が繁る。特にシリブカガシは樹林を形成するのは稀であり、樹林の東限に近いことから、1973年（昭和48年）に大阪府の天然記念物に指定された。またシリブカガシの森は大阪みどりの百選に選定されている。

## 境内
- 本殿 - 明治時代の再建。
- 幣殿 - 1972年（昭和47年）改築。
- 拝殿 - 1972年（昭和47年）改築。
- 社務所
- 美修館

### 摂末社
- 琴平社
- 白龍天王社

## 文化財

### 大阪府指定天然記念物
- 美多弥神社のしりぶかがし社叢

## 所在地
- 大阪府堺市南区鴨谷台1丁49-1

## アクセス
- 南海泉北線 光明池駅 下車徒歩20分